# Theodor Thon

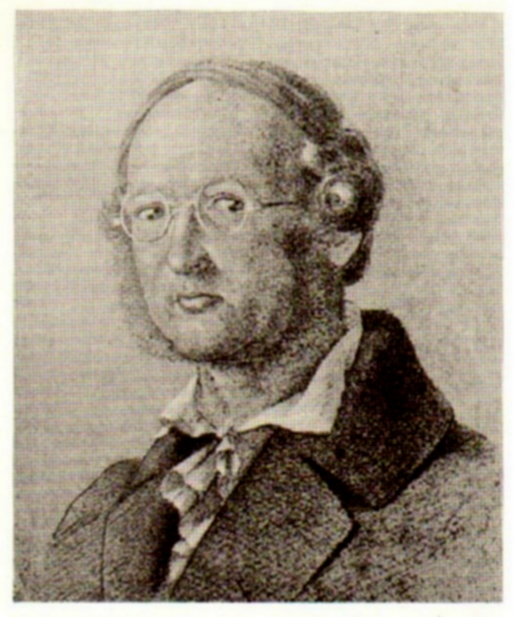
Theodor Thon – Porträtzeichnung, etwa 1830

Theodor Thon (* 14. Mai 1792 in Eisenach; † 17. November 1838 in Jena) war ein deutscher Naturforscher, Schriftsteller und Erfinder eines Stenografie-Systems.

## Leben
Theodor Thon war ein Sohn des Wirklichen Rats Heinrich Christoph Thon (1756–1835) sowie ein Neffe von Christian August Thon. Er studierte nach dem Abitur am Eisenacher Gymnasium ab 1809 an der Universität Jena Naturwissenschaften. Besonders widmete er sich der Mineralogie. 1810 wurde er Mitglied des Corps Saxonia Jena. Vorübergehend Gutsverwalter, wurde er am 10. Oktober 1811 in Jena zum Dr. phil. promoviert. Wenig später wurde ihm erlaubt, ohne Habilitation als Privatdozent der Naturgeschichte in Jena zu wirken. Er gab die Stelle im Herbst 1813 auf und kehrte nach Eisenach zurück. Er übernahm dort verschiedene private Verwaltungsämter. 1816 wurde er als Registrator bei der Großherzoglichen Landesdirektion angestellt. Von dieser Tätigkeit unbefriedigt, bat er Anfang 1821 um seine Entlassung und zog nach Weimar, um im Landesindustriekontor naturwissenschaftliche Werke zu bearbeiten. Er vervollkommnete sich nebenbei im Zeichnen und erlernte auch die Kupferstechkunst.
Der alte Wunsch nach einem Lehrstuhl an der Landesuniversität trieb ihn 1824 wieder nach Jena. Durch seine naturwissenschaftlichen und technischen Bücher inzwischen bekannt geworden, erhielt er im Juni 1827 die fürstliche Erlaubnis, ohne weitere Förmlichkeiten wieder naturwissenschaftliche Privatvorlesungen an der Universität zu halten. Ihre Themen waren außerordentlich vielfältig: Naturgeschichte, Sammlung naturwissenschaftlicher Körper, Mineralogie, Zoologie, Entomologie, Architektur, Technologie, Kupferstechkunst und Stenografie. Die Ernennung zum a.o. Professor 1834 besserte Thons materielle Lage nur wenig. Nach wie vor war er auf schriftstellerische Arbeiten angewiesen. Bedeutsam wurde die um 1824 angeknüpfte Verbindung mit der Verlagsbuchhandlung von Bernhard Friedrich Voigt.
Thon war dreimal verheiratet: 1. 1817 mit Karoline geb. Röhn aus Mosbach bei Ruhla († 1878 in Eisenach), nach einem Jahr geschieden; 2. mit Charlotte Emilie geb. Seifert aus Spremberg († 1834 in Jena); 3. 1835 mit Emilie Mathilde Luitgard Haßkerl (Hahskerl). Sein Sohn Sixt Thon (1817–1901) wurde Zeichenschuldirektor in Weimar, Guido Thon (* 6. Februar 1837; † 7. Oktober 1891) wurde Arzt in Queensland.

## Stenografisches Wirken
Thon beschäftigte sich bereits seit 1809 mit Stenografie. Er hatte sich das geometrische Stenografie-System von Carl Gottlieb Horstig (1763–1835) angeeignet und schließlich weiter entwickelt. Zusätzlich nützte er die Verbesserungen in Friedrich Mosengeils Systemversion von 1819. 1825 veröffentlichte Thon einen Abriss dieses von ihm entwickelten Systems in seinem Biometrie-Buch. 
Franz Xaver Gabelsbergers Anleitung zur deutschen Redezeichenkunst (1834) besprach er ausführlich in Gersdorf’s Repertorium der gesammten deutschen Litteratur. Er versuchte, zwischen der alten geometrischen und der neuen kursiven Richtung der Kurzschrift zu vermitteln. Das Manuskript dieser Ausarbeitung ist verschollen.
Thon war der Erste, der Stenografie an einer deutschen Universität unterrichtete. Er hielt von 1827 bis 1833 Vorlesungen in seiner eigenen Stenografie an der Universität Jena. Als Einladungsschrift zu seinen Vorlesungen veröffentlichte er die Abhandlung Ueber den Nutzen der Stenographie, besonders über die Vortheile, welche sie Studirenden gewährt (Jena 1827). Diese Veröffentlichung beschreibt sein Stenografie-System und enthält etliche Abänderungen gegenüber seiner Systemveröffentlichung von 1825.

## Bibliophiler Kupferstecher
Die meisten Kupfertafeln zu seinen Büchern stach Thon selbst. Er lieferte auch viele Zeichnungen und Kupferstiche zu fremden Werken, z. B. zu W. Dietrich’s „Deutschlands Giftpflanzen“ (1826).

## Werke (Auswahl)
- Geographisches Handelslexikon, 2 Bände. Schmalkalden 1823; neue Ausgabe Leipzig 1831
- Die Lebens-Meß- und Rechnungskunst (Biomètrie). […] Nach M. A. Julliens Werken bearbeitet, mit einer Einleitung, vielen praktischen Regeln und einer ganz neuen, leichten, viel Raum und Zeit sparendern Methode der Geschwindschreibekunst (Stenographie) […]. Ilmenau 1825. Digitalisat.
- Historisch-geographische Stammbuchblätter, 1. Bändchen (Jena 1825)
- Die Drehkunst in ihrem ganzen Umfange. Nach dem Französischen frei bearbeitet. Ilmenau 1825. Digitalisat; 5. Auflage Weimar 1855.
- Abbildungen ausländischer Insekten, I, Heft 1: Käfer (Jena 1826)
- Der Gebäudemaler und Decorateur. Ilmenau 1826
- Handbuch für Naturaliensammler. Ilmenau 1827
- Ueber den Nutzen der Stenographie, besonders über die Vortheile, welche sie Studirenden gewährt. Jena 1827. Digitalisat.
- Die Botanik in ihrer praktischen Anwendung auf Gewerbekunde für Kaufleute u. s. w. Ilmenau 1828
- Lehrbuch der Kupferstecherkunst, der Kunst in Stahl zu stechen und in Holz zu schneiden. Nach dem Französischen bearbeitet. Ilmenau 1831. Digitalisat.
- Lehrbuch der Reißkunst oder Grundsätze der Zeichenwissenschaft. Ilmenau 1832; 2. Auflage Weimar 1840
- Die Insekten dargestellt in getreuen Abbildungen und mit ausführlicher Beschreibung. Leipzig 1835 ff.
- Die Naturgeschichte der in- und ausländischen Schmetterlinge. Leipzig 1837
- Allgemeines ökonomisch-technologisches Kunst- und Gewerbe-Lexikon, 2 Teile. Leipzig 1838–1840. Digitalisate.
- Deutsches Universalkochbuch, 2 Teile. Leipzig 1840

In der Belletristik versuchte sich Thon unter dem Pseudonym „Guido Romito“. Er schrieb die Novelle „Berta oder Liebe und die Stimme von Jenseits“ (Eisenberg 1825) und die Erzählungen „Der Meisterschlag“ und „’s hat eins geschlagen“ (Leipzig 1836).